# Docyniopsis
Docyniopsis é um género botânico pertencente à família Rosaceae.